# Бабочиєв Віктор Османович
Віктор Османович Бабочи́єв (нар. 10 листопада 1949, Прокоп'євськ) — український художник; член Спілки художників України з 1994 року.

## Біографія
Народився 10 листопада 1949 році в місті Прокоп'євську Кемеровської області (нині Російська Федерація). 1980 року закінчив навчання в Харківському художньо-промисловому інституті, де навчався у Бориса Косарева, Віктора Міленіна, Сергя Бесєдіна.
Протягом 1980—1983 років працював в Художньому фонді Казахстану в Алмати; з 1983 року — у Художньому фонді України в місті Ялті. Мешкає в Ялті в будинку на вулиці Кірова, № 99, квартира № 2.

## Творчість
Працює в галузях станкового живопису (створює пейзажі, натюрморти), декоративного і монументального мистецтва. Серед робіт:
живопис
- «Наука та культура» (1986);
- «Фрукти на килимі» (1987);
- «Книга та скрипка» (1993);
- «Скрипка і свічка» (1994);
- «Натюрморт з рибою» (1995);
- «Осінній день» (1997);
- «Лунарія» (1998);
- «Польові квіти» (1998);
- «Півонії» (2000);
- «Золотий дощ і гліцинія» (2001).

Займається проектуванням інтер'єрів та виставок. Створив монументально-декоративні композиції:
- «Крим» у санаторії «Форос» (1988);
- багатофігурну композицію «Пори року» (1990).

Брав участь у кримських, всеукраїнських, закордонних (Югославія, 1987) мистецьких виставках з 1983 року. Персональна виставка відбулая у Ялті у 2002 році.